# Ċirkewwa
Ċirkewwa (wym. czirkełła) – port morski położony w Republice Malty, w najbardziej wysuniętym na północ miejscu wyspy o tej samej nazwie.
W porcie znajduje się terminal promowy, z którego regularnie kursują promy samochodowe do portu Mġarr na Gozo, a także terminal pasażerski. Latem wyruszają stąd również mniejsze statki na wyspę Comino, organizowane są również wycieczki nurkowe. Ponieważ Ċirkewwa nie jest miejscowością, lecz najbardziej na północ wysuniętym punktem wyspy, poza terminalem nie ma tam żadnej infrastruktury. W 2015 roku obsłużył ponad 4,7 mln pasażerów.
4 czerwca 2021 firma Infrastructure Malta zakończyła przebudowę jednego z nabrzeży wykorzystywanych przez promy w Ċirkewwa. 
Ze względu na rozległe uszkodzenia konstrukcji to stare, 100-metrowe nabrzeże nie mogło być bezpiecznie wykorzystywane jako miejsce cumowania promów z Gozo. Po gruntownej modernizacji, w tym przeprojektowaniu pokładu, nabrzeże jest teraz bezpieczniejsze dla załóg cumujących, pasażerów i żeglarzy podczas operacji cumowania i wchodzenia na pokład. Infrastructure Malta rozpoczęła ten projekt latem 2020, wyburzając większość konstrukcji nabrzeża nad poziomem morza i dokonując generalnych napraw fundamentów podmorskich. Koszt przebudowy wyniòsł 1,6 miliona euro.
 
Nowy pokład nabrzeża o powierzchni 2320 metrów kwadratowych znajduje się na wyższym poziomie niż oryginalny, co zapewnia większe bezpieczeństwo, zmniejszając wpływ fal zalewających pokład podczas wzburzonego morza. Nabrzeże wyposażone jest w nowe pachołki cumownicze i drabiny bezpieczeństwa, a także podziemne rurociągi ułatwiające doprowadzenie wody pitnej oraz odprowadzenie ścieków z zacumowanych promów. Istnieją również podziemne kanały dla nowego systemu oświetleniowego.
Podróżni chcący dostać się na wyspę Gozo mogą dotrzeć do Ċirkewwy samochodem, kierując się znakami drogowymi, oraz autobusem z Valletty, Sliemy, Buġibby lub Saint Paul’s Bay.
W pobliżu portu znajduje się kilka hoteli oraz piaszczysta plaża w zatoce Paradise Bay.

## Nurkowanie w Ċirkewwa

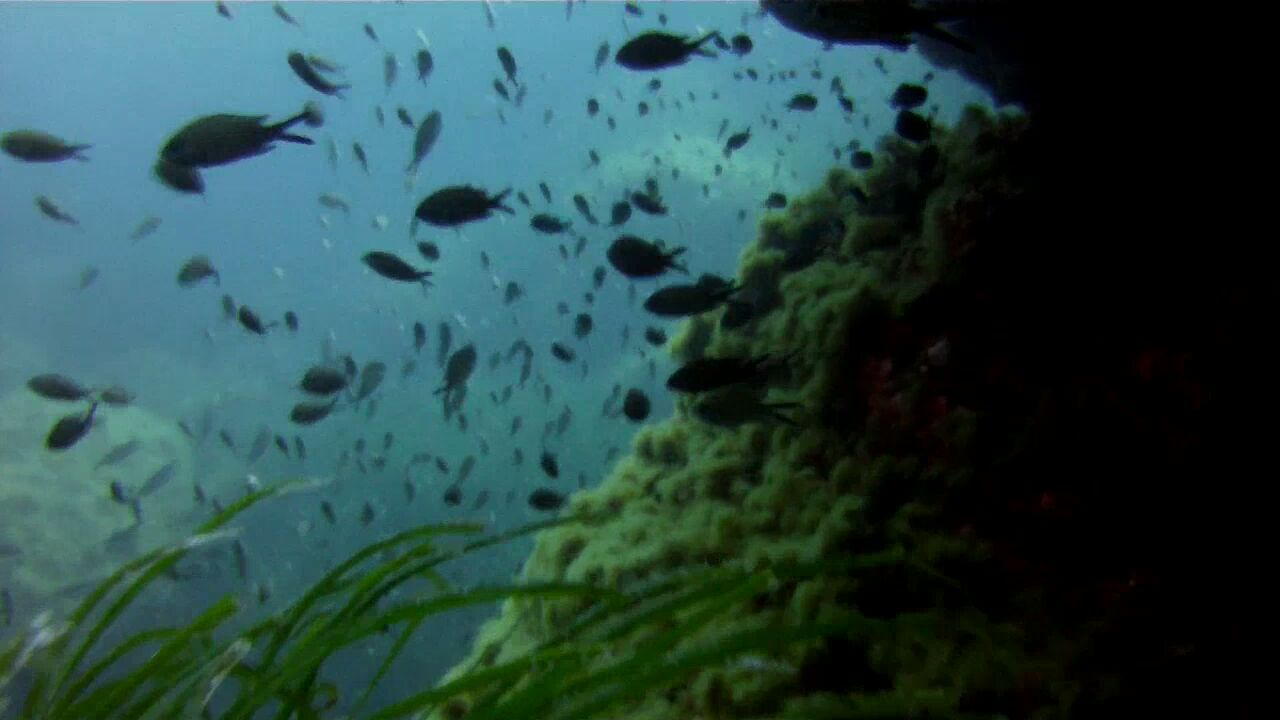
Ċirkewwa Arch

Ċirkewwa jest jednym z najczęściej odwiedzanych miejsc do płetwonurkowania (ang. scuba diving) na Wyspach Maltańskich. Są tam podwodne klify, jaskinie, tunele i łuk sięgający dna morskiego na głębokości 27 m. Znajdują się tam również wraki holownika MV „Rozi” i łodzi patrolowej „P29”, które zostały celowo zatopione w 1992 i 2007. W niewielkiej odległości od Marfa Point pod wodą znajduje się posąg Madonny, który został umieszczony w naturalnej jaskini przez członków Amphibians Diving Club.
Od połowy 2010 nurkowie pracowali nad uzyskaniem wsparcia społeczności rybackich, wędkarskich i żeglarskich w celu ustanowienia u wybrzeży Ċirkewwy rezerwatu morskiego. Zarządzanie utworzonym Ċirkewwa Marine Park powierzono w 2019 Nature Trust Malta, a jego oficjalna inauguracja miała miejsce w 2021. Park morski Ċirkewwa znajduje się w najbardziej wysuniętym na północny zachód punkcie wyspy Malta. Obejmuje on trzy główne miejsca nurkowe i ma wysoką wartość ekologiczą ze względu na różnorodne cechy geomorfologiczne, łąki posidonia oceanica oraz gatunki o międzynarodowym znaczeniu ochronnym.